# 斯波爾丁岩
斯波爾丁岩（英語：Spaulding Rocks）是南極洲的岩石，位於瑪麗伯德地，處於沃納山東北面20公里，屬於福特山脈的一部分，美國地質調查局根據測量和美國海軍拍攝的空中照片繪入地圖，現時由南極條約體系管理。